# Winter X Games XXI
Winter X Games XXI (X Games Aspen 2017) blev afholdt fra d. 26. januar til d. 29. januar 2017 i Aspen, Colorado, USA.

## Medaljeoversigt

### Ski

#### Mænd
|            | Guld           | Guld  | Sølv           | Sølv  | Bronze           | Bronze |
| ---------- | -------------- | ----- | -------------- | ----- | ---------------- | ------ |
| Big Air    | James Woods    | 88.00 | Henrik Harlaut | 88.00 | Kai Mahler       | 81.00  |
| Slopestyle | Øystein Bråten | 94.33 | McRae Williams | 93.33 | Alex B.-Marchand | 92.00  |
| SuperPipe  | Aaron Blunck   | 84.66 | Nico Porteous  | 81.00 | Noah Bowman      | 71.00  |

#### Kvinder
|            | Guld            | Guld  | Sølv          | Sølv  | Bronze        | Bronze |
| ---------- | --------------- | ----- | ------------- | ----- | ------------- | ------ |
| Big Air    | Lisa Zimmermann | 85.00 | Kelly Sildaru | 84.00 | Giulia Tanno  | 82.00  |
| Slopestyle | Kelly Sildaru   | 92.33 | Tess Ledeux   | 90.00 | Johanne Killi | 85.66  |
| SuperPipe  | Marie Martinod  | 89.33 | Ayana Onozuka | 87.00 | Maddie Bowman | 86.00  |

### Snowboard

#### Mænd
|            | Guld             | Guld  | Sølv             | Sølv  | Bronze        | Bronze |
| ---------- | ---------------- | ----- | ---------------- | ----- | ------------- | ------ |
| Big Air    | Max Parrot       | 83.00 | Marcus Kleveland | 82.00 | Mark McMorris | 73.00  |
| Slopestyle | Marcus Kleveland | 91.66 | Tyler Nicholson  | 89.00 | Mark McMorris | 87.33  |
| SuperPipe  | Scotty James     | 90.00 | Matt Ladley      | 80.00 | Taylor Gold   | 70.00  |

#### Kvinder
|            | Guld            | Guld  | Sølv           | Sølv  | Bronze        | Bronze |
| ---------- | --------------- | ----- | -------------- | ----- | ------------- | ------ |
| Big Air    | Hailey Langland | 66.00 | Anna Gasser    | 64.00 | Julia Marino  | 61.00  |
| Slopestyle | Julia Marino    | 94.66 | Jamie Anderson | 91.33 | Katie Ormerod | 80.33  |
| SuperPipe  | Elena Hight     | 87.33 | Cai Xuetong    | 85.00 | Chloe Kim     | 81.00  |

#### Special Olympics
| Disciplin            | Guld                         | Sølv                      | Bronze                      |
| -------------------- | ---------------------------- | ------------------------- | --------------------------- |
| Unified Snowboarding | Semen Ferotov Jamie Anderson | Daina Shilts Hannah Teter | Craig Muhlbock Scotty James |

### Snowmobile
|                      | Guld         | Guld      | Sølv            | Sølv      | Bronze          | Bronze    |
| -------------------- | ------------ | --------- | --------------- | --------- | --------------- | --------- |
| Snowmobile Freestyle | Joe Parsons  | 93.00     | Colten Moore    | 92.00     | Levi LaVallee   | 90.00     |
| BikeCross            | Brock Hoyer  | 14:15.115 | Colten Moore    | 14:27.071 | Cody Matechuk   | 14:38.794 |
| SnoCross Adaptive    | Mike Schultz | 3:33.855  | Garrett Goodwin | 3:39.774  | Jeff Tweet      | 3:44.905  |
| Best Trick           | Daniel Bodin | 85.33     | Brett Turcotte  | 83.33     | Joe Parsons     | 77.66     |
| SnoCross             | Petter Narsa | 9:53.911  | Adam Renheim    | 9:56.750  | Lincoln Lemieux | 9:58.195  |